# 遺伝子汚染
遺伝子汚染（いでんしおせん、Genetic pollution）とは、野生生物の個体群の遺伝子プール（遺伝子構成）が、人間活動の影響によって近縁個体群と交雑（浸透性交雑）し、変化する現象を一種の環境破壊との含意を込め、批判的視点から呼ぶ呼称。遺伝的攪乱（いでんてきかくらん）、遺伝子攪乱（いでんしかくらん）とも。基礎科学が取り扱う現象としてより中立性を目指した遺伝子移入 (いでんしいにゅう) という呼び方も提唱されているが、人間活動の影響に限らないものも含んでいる。
在来個体群との交雑が危惧される近縁個体群は、他の地域に存在する個体群（栽培品種・飼育品種の漏出を含む）が移入される場合と、遺伝子組み換え作物である場合とがあり、以下はその両者を分けて解説する。

## 移入個体群の問題
同じ生物種であっても、生息地域が異なるために遺伝子の交流を欠く、あるいは完全に隔離されていなくても一定の障壁が存在するなどの理由により、通常は地理的に異なる個体群（生態型・亜種など）相互の間では遺伝子の構成（遺伝子プール）が微妙に異なっている。また、野生動植物の個体群と、そこから人為的選抜や育種、さらには近年の遺伝子組換技術によって作出された多くの作物・家畜とでは、遺伝子構成が大きく異なっている。このような場合、ある在来個体群の生息域に、別の個体群が人為的に持ち込まれることにより、両者が交雑して純粋な在来個体群の持つ遺伝子プールに変化が生じる。この在来個体群の遺伝子プールの状態の不可逆的消失および、その途中の過程を遺伝子汚染と呼ぶ。遺伝子汚染は、時空間的に不均質なモザイク構造をなすメタ個体群レベルの遺伝的多様性（生物多様性）を不可逆的に破壊するため、近年では環境問題の一種として認識されることが多い。
日本における遺伝子汚染の例
メダカ
日本在来のメダカでは、生息水域ごとの遺伝的な違いが詳しく研究されてきた。メダカは、キタノメダカとミナミメダカに大別されるが、さらに水域ごとに遺伝的な差を持つ個体群に細分される。これらの水域ごとの個体群は、相互に異なる適応構造をもっている。したがって、ある水域のメダカの絶滅が危惧されている場合でも、別の水域のメダカを放流すると遺伝子汚染が起こり、結果として在来個体群は雑種個体群に変容を遂げる。つまり、在来個体群が特異的に持っていた適応性の構造も失われてしまうことになる。コイの放流に関しても、同様の遺伝子汚染が指摘されている。
在来オオサンショウウオと外来種チュウゴクオオサンショウウオ
京都市域における外来種によるオオサンショウウオの遺伝子汚染の実態調査により、賀茂川では在来種は絶滅した可能性があり、別水系の上桂川でも雑種化が進行していることが確認された。オオサンショウウオの遺伝的汚染は予想以上に進行しており、何らかの方法で純粋な日本産を隔離保全していくことが早急に必要である。
ニッポンバラタナゴとタイリクバラタナゴ
タイリクバラタナゴは1940年代前半に、中国から他の魚（ハクレン・ソウギョなど）に混じって非意図的に利根川水系に導入されたが、1960年代以降、産卵母貝の二枚貝の移殖や飼育個体の遺棄などが原因で全国各地に分布を広げた。西日本各地で日本固有亜種のニッポンバラタナゴと交雑し、稔性のある雑種個体群として累代を続けた結果、純粋なニッポンバラタナゴの生息地はきわめて局所的に残るのみとなり、ニッポンバラタナゴの絶滅が懸念される状況になった。
ニホンヒキガエルとアズマヒキガエル
主に、東京で問題視されている。元々東京に生息していたアズマヒキガエルと国内外来生物のニホンヒキガエルとの交雑。 東京では、すでに8割もの個体が雑種である。
サケ科魚類の例
日本でのサケの一例を挙げると、これまで北海道産のサケを漁業資源確保や天然個体の増殖目的で、本州の広範囲にわたる各都府県の河川に移植放流してきた経緯がある。そのため今後、他地域産稚魚の放流を一切中止してもこれまで頻繁に行われてきた移植により、移植先に生息していたサケ個体群はもとよりスニーカーも含めたサクラマスやアマゴなどの交配可能なサケ科魚類との間で複雑に交雑してしまっているものを除去することはほぼ不可能であるため、手遅れとなっているのが実情である。サケに限らず、渓流釣り場などでの三倍体などの処理をせず繁殖能力を除去されていない他地域のイワナ、ヤマメ、アマゴなどの放流でも同様の問題が懸念される。また、繁殖能力を除去する処理をしても、そのうちの数%（あるいは1%以下）に処理が不完全な個体が混入していれば、長い年限を経て交雑個体が徐々に拡散する可能性も懸念される。
アユ
琵琶湖特産のコアユは資源量が豊富であることから、全国の河川で放流および養殖が行われてきた。しかし日本各地のアユには地域性が存在すること、陸封に近い琵琶湖産のアユと海まで回遊する一般的なアユ（海産アユ）との間には大きな遺伝的距離があることから、混交による遺伝子汚染が警告されてきた。ただし、2000年代以降、各地でDNAに基づくアユの追跡調査が始められる中で、湖産アユは耐塩性が弱いため海まで回遊できず、遺伝的影響を与えていないことを示唆するデータも得られている。なお、アユが海まで流下、回遊できない陸封型の水域はこの限りではない。
以上の他にも以下のような例がある。
- ニホンザルとタイワンザル、アカゲザル
- マガモ、カルガモとアヒル、アイガモ
- リュウキュウヤマガメとセマルハコガメ
- ホンドヒラタクワガタとツシマヒラタクワガタ

## 遺伝子組み換え作物による遺伝子汚染
遺伝子組み換え作物は、「生物の多様性に関する条約」に従って、その利用に規制が掛けられている。しかしながら、遺伝子組み換え作物を屋外で商業的に栽培する場合には、花粉・種子の区域外への移動を防ぐ設備などは存在しない。このことから、組み換え作物の花粉・種子により自然界に存在しない遺伝子型の拡散が起きる可能性が指摘されている。
なお、日本国内での遺伝子組み換え作物の栽培は、2006年の時点では、安全性確認のための実験的栽培が主流であり、商業的大規模栽培はない。

## 遺伝子汚染概念に関する論争
動物に対する『遺伝子汚染』という用語は、人間の産業活動や個人的な嗜好・趣味などによる移入などで、人為的に生殖的隔離が破られていることへの懸念として用いられる一方で、一部には遺伝的純血を特に強調し、すでに定着した外来種や混血個体の駆除を唱える異見に伴って用いられることもある。交雑しうる外来種の駆除を主張する考え方に対しては、人種差別思想との類似性を指摘する形で批判する意見が出ている。例えば、和歌山県でタイワンザルとニホンザルの混血個体の排除が行われた際には、ナチスドイツを連想するとした批判があった。
一方、こうした批判に対して環境省は、そもそも遺伝子汚染などの外来種問題は人間活動によって起こっていることから、新たな外来種問題を引き起こさないよう、地域固有の生態系など、生物多様性の重要性に目を向けて行動することが求められるとしている。
また、そもそも「汚染」という表現がネガティブなイメージを持つ表現であり、差別的であるとする声もある。これに対しては先述のとおり、遺伝子移入という呼び方が提唱されている。